# Девід Гланц
Девід Гланц (англ. David Glantz;11 січня 1942 Порт Честер, Нью-Йорк) — американський військовий історик, полковник Збройних сил США, засновник і в минулому головний редактор журналу The Journal of Slavic Military Studies .

## Біографія

### Наукова робота
Девід Гланц розпочав вивчення Червоної армії з 1983 року, в період роботи в Інституті бойових досліджень ЗС США . Перша книга була написана ним про Манчжурську операцію Червоної армії: «Августівський шторм: радянський стратегічний наступ у Маньчжурії 1945 року» (1983). Видав низку інших книг з історії Великої Вітчизняної війни.

## Роботи
Написав: «Радянська військова розвідка у війні» (1990), «Початковий період війни на Східному фронті. 22 червня - серпень 1941 року» (в якості редактора і укладача 1987), «Коли титани стикаються: як Червона Армія зупинила Гітлера» (1993), «Історія радянських повітряно-десантних сил» (1994), «Харків, 1942» (1998), «Зіткнувся колос. Червона армія перед світовою війною» (1998), «Найбільша поразка Жукова» (1999), «Курська битва» (разом з Джонатаном Хаузом), «Битва за Ленінград, 1941—1944» (2002), «Червоний шторм над Балканами. Невдале радянське вторгнення до Румунії, весна 1944 року» (2006) та багато інших книг та статей.
На думку Гланця, історія війни на Східному фронті є далекою від повноти, що стосується праць як радянських/російських авторів, так і західних істориків. Причини цього явища Гланц бачить як в ідеологічній та політичній галузі (для радянських та російських істориків), так і у недостатній поінформованості західних авторів. У своїй оглядовій статті Гланц перераховує десятки епізодів, які, на його думку, не отримали належного історичного опрацювання та висвітлення. Це, як правило, операції Червоної Армії, які не дали запланованих результатів. Типовими «невідомими операціями» Гланц називає бої за Воронеж на початку липня 1942 і битва у великому закруті Дону в липні-серпні 1942.

## Нагороди
У листопаді 2015 був нагороджений медаллю Міністерства оборони Росії «За зміцнення бойової співдружності».
У 2020 році отримав щорічну літературну премію Військового музею та бібліотеки імені Дженніфер Пріцкер «за визначні досягнення у галузі військової літератури». Премія передбачає також винагороду у розмірі 100 тисяч доларів США.

## Відгуки та критика
Директор Центру аналізу стратегій та технологій (ЦАСТ) Руслан Пухов, коментуючи присудження Девіду Гланцу премії у 2020 році, назвав його вченим, який об'єктивно висвітлює роль Червоної армії у Другій світовій війні.

## Переклдені російською
1. Найбільша поразка Жукова. Катастрофа Червоної Армії в Операції Марс 1942 ― М.: АСТ ; Астрель, 2006. - 666, (6) с.: іл.
2. Битва титанів. Як Червона армія зупинила Гітлера. ― М.: АСТ; Астрель, 2007.
3. Курська битва. Вирішальний поворотний пункт Другої світової війни. - М: АСТ; Астрель, 2007.
4. Колос повалений. Червона Армія у 1941 році. - М.: Яуза ; Ексмо, 2008.
5. Радянське військове диво 1941-1943. Відродження Червоної Армії. - М: Яуза; Ексмо, 2008 (з передмовою А.А. Ст. Ісаєва ).
6. Битва за Ленінград 1941-1944. ― М.: АСТ; Астрель, 2008.
7. Повсталі з попелу: як Червона Армія 1941 перетворилася на Армію Перемоги / Пер. з англ. В. Федорова. - М: Яуза; Ексмо, 2009. - 541 с. - (Велика Вітчизняна. Гриф секретності знято). ISBN 978-5-699-34410-9 .
8. Блокада Ленінграда 1941-1944. / Пер. з англ. Е. В. Ламанової. - М: Центрполиграф, 2010.
9. Крах плану "Барбаросса". ― Том 1: Протистояння під Смоленськом. / Пер. з англ. В. В. Найденов, видання російською мовою - М: Центрполиграф, 2015. - 720 с. - ISBN 978-5-227-05969-7
10. Крах плану "Барбаросса". - Том 2: Зірваний бліцкриг. / Пер. з англ. Л. Уткін, видання російською мовою - М: Центрполиграф, 2015. - 656 с. - ISBN 978-5-227-06068-6